# پوتریا گندم‌گون
پوتریا گندم‌گون (نام علمی: Pouteria fulva) نام یک گونه از تیره چیکوئیان است.